# Jaguar S-Type (1963)
O Jaguar S-Type é um sedã produzido pela Jaguar Cars no Reino Unido de 1963 a 1968. Anunciado em 30 de setembro de 1963, era um desenvolvimento tecnicamente mais sofisticado do Mark 2, oferecendo aos compradores uma alternativa mais luxuosa sem o tamanho e o custo de o Mark X. O S-Type foi vendido junto com o Mark 2, bem como o Jaguar 420 após seu lançamento em 1966. Um veículo de estilo retrô com o mesmo nome também foi produzido, baseado no design dos veículos S-Type originais .